# Le plus grand Belge
Le plus grand Belge é um programa de televisão belga do gênero jornalístico exibido pelo canal RTBF lançado em dezembro de 2005. O programa é baseado no programa britânico 100 Greatest Britons da emissora BBC que também colabora na produção do programa.

## Escolhidos

### Top 10
1. Jacques Brel, cantor
2. Balduíno I da Bélgica, rei
3. Damião de Veuster, sacerdote e humanitário
4. Eddy Merckx, ciclista
5. Sœur Emmanuelle, freira e humanitária
6. José van Dam, cantor de ópera
7. Benoît Poelvoorde, comediante, ator e diretor
8. Hergé, artista cômico
9. René Magritte, pintor
10. Georges Simenon, autor

### Top 100
11) Paul-Henri Spaak

12) Alberto I da Bélgica

13) Leopoldo II da Bélgica

14) Justine Henin

15) Ernest Solvay

16) Victor Horta

17) Godofredo de Bulhão

18) André Franquin

19) Andreas Vesalius

20) Adolphe Sax

21) Peter Paul Rubens

22) Philippe Geluck

23) Zénobe Gramme

24) Raymond Goethals

25) Jean-Pierre Dardenne

26) Annie Cordy

27) Marguerite Yourcenar

28) Amélie Nothomb

29) Dirk Frimout

30) André Ernest Modeste Grétry

31) Jacky Ickx

32) Luc Varenne

33) Peyo

34) Salvatore Adamo

35) Maurice Grevisse

36) Alberto II da Bélgica

37) Jules Bordet

38) Leopold I of Belgium

39) Stéphane Steeman

40) Eugène Ysaÿe

41) John Cockerill

42) Maurane

43) Émilie Dequenne

44) Toots Thielemans

45) Maurice Carême

46) Haroun Tazieff

47) Gerard Mercator

48) Edith Cavell

49) Fabíola da Bélgica

50) Ambiorix

51) Pierre Rapsat

52) Albert Frère

53) Christine Ockrent

54) Gerard Mortier

55) Paul Delvaux

56) Olivier Strelli

57) Jules Delhaize

58) Pieter Bruegel, o Velho

59) César Franck

60) Franco Dragone

61) Jaco Van Dormael

62) André Delvaux

63) Jules Destrée

64) Isabel da Baviera

65) Christiane Lenain

66) Kim Clijsters

67) Emile Verhaeren

68) Astrid of Sweden

69) Gerard Corbiau

70) Père Pire

71) Jean-Michel Folon

72) Ilya Prigogine

73) Pierre Bartholomee

74) Lise Thiry

75) Jules Bastin

76) Django Reinhardt

77) Henri Vernes

78) Georges Lemaître

79) Morris

80) Maurice Maeterlinck

81) Prince Philippe, Duke of Brabant

82) Paul Vanden Boeynants

83) Arno Hintjens

84) Elvis Pompilio

85) Gabrielle Petit

86) Jean-Joseph Charlier

87) Emile Vandervelde

88) Isabelle Gatti de Gamond

89) Gaston Eyskens

90) Godfried Danneels

91) James Ensor

92) André Renard

93) François Bovesse

94) Pierre Kroll

95) Arlette Vincent

96) Gustave Boël

97) Paule Herreman

98) Edgar P. Jacobs

99) Jean Neuhaus

100) Jean Roba